# Alyssum longistylum
Alyssum longistylum là một loài thực vật có hoa trong họ Cải. Loài này được Grossh. mô tả khoa học đầu tiên.